# Mistrovství Perského zálivu v ledním hokeji
Mistrovství Perského zálivu v ledním hokeji se koná od roku 2010 a účastní se ho hokejové týmy ze zemí z oblasti Perského zálivu, které spolupracují v rámci Rady pro spolupráci arabských států v Zálivu. Všechny čtyři ročníky vyhráli hokejisté Spojených arabských emirátů. Turnaj navázal na Arab Cup, který se konal v roce 2008 a byl obnoven v roce 2023. V roce 2022 se konaly Hry Rady pro spolupráci arabských států v Zálivu, jejichž součástí byl hokejový turnaj.

## Muži
| Rok  | Pořadatel | Účast | 1. místo | 2. místo       | 3. místo       | 4. místo |
| ---- | --------- | ----- | -------- | -------------- | -------------- | -------- |
| 2010 | Kuvajt    | 4     | SAE      | Kuvajt         | Saúdská Arábie | Omán     |
| 2012 | Abú Zabí  | 4     | SAE      | Kuvajt         | Omán           | Bahrajn  |
| 2014 | Kuvajt    | 4     | SAE      | Kuvajt         | Katar          | Omán     |
| 2016 | Dauhá     | 4     | SAE      | Katar          | Kuvajt         | Omán     |
| 2022 | Kuvajt    | 4     | SAE      | Saúdská Arábie | Kuvajt         | Bahrajn  |